# Botka család
Széplaki, Szántói, Névedi Botka család Zala vármegyei család.
Előnevét a Vas vármegyei Mikosszéplakról, s a Zala vármegyei Zalaszántóról vette. A Névedi előnevet Mihály ága használta. A Dunántúlon elterjedt család.
Vas vármegyei származásúak, eredetüket Szántói Botka mestertől számították, aki Nagy Lajos király idején élt. Fiai 1414-ben osztozkodtak meg az örökségen. Somogy vármegyében először Ferenc, Zala és Somogy vármegyei alispán fiának, Ferencnek voltak birtokai, majd a családnak a későbbiekben Ádándon, Bodrogon, Somogygesztin és Osztopánban is.
László, másik Ferenc fia (1730–1810) telepedett meg, feleségének, Hunkár Jusztinának, Antal és Szentviszlói Deseő Zsuzsa leányának nagygombai birtokán. Fiuk, József (1766–1832), Hermann Judittal, István és Kisbarnaki Farkas Júlia leányával Bodrogon volt birtokos. Ezek gyermekei: Pál és Antal (1809–1874), kinek Igmándy Jozefintől, Emanuel és von Otto Karolin leányától gyermekei: Sarolta Alsószilvágyi Gaál Jánosné és Antal. A másik ág – a Névedi – Bálint fiának, Mihálynak, Nádasi Terstyánszki Annával, József és Bodorfalvi Baranyai Anna leányával való házassága által lett itt birtokossá. Fiuk: János (él 1846), nejével Nedeczky Franciskával (1803–1882), Ferencz és Skerlecz Anna leányával atyja: Herminnek, Tallián Pálnénak, Ágnesnek, Igmándy Ignácnénak, Imrének, Mihálynak, Lászlónak (nős Sényi Aglájával), Jánosnak és Viktóriának, Igmándy Benedeknének (szül. 1821–1830 között). Ez az ág Somogygesztin volt birtokos.
Botka Tivadar 1847-ben Kisvezekényre költözött, ahol testvérével Istvánnal 80 ezer aranyért megvásárolták a Bacskády család birtokát.
Címerük négyelt pajzs, a jobboldali felső és baloldali alsó kék mezőben, zöld pázsiton egymással szembe forduló, elsőlábaikkal hatágú arany csillagot tartó két arany oroszlán; a jobboldali alsó és baloldali felső vörös mezőben, zöld pázsitból kinövő terebélyes zöld fa. Sisakdísz: a koronából kinövő, jobbra fordult pajzsbeli oroszlán. Takaró: kék-arany, vörös-ezüst.

## Neves családtagok

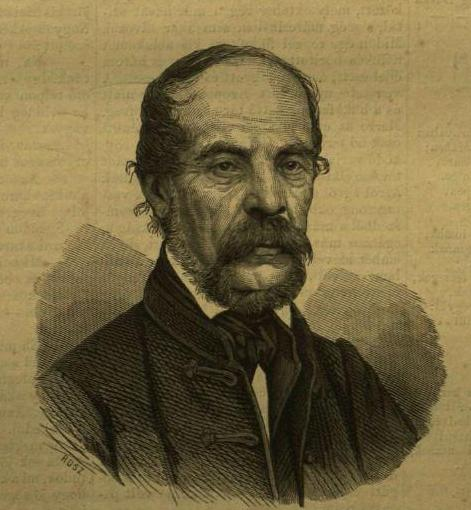
Botka Tivadar

- Névedi Botka József (1774–1846) Zala vármegye alispánja
- Névedi Botka Mihály (1823–1871) országgyűlési követ, Zala vármegye alispánja
- Névedi Botka János (1828–1908), 1848-as honvédszázados, politikus, alszolgabíró
- Névedi Botka Jenő (1857–1921) kéttornyúlaki földbirtokos, Pápa városi képviselője
- Névedi Botka Andor (1884–1929) a nagykanizsai járás főszolgabírója
- Névedi Botka József (1890–1952) huszáralezredes
- Széplaki Botka Tivadar (1802–1885) magyar jogász, jogtörténész, Bars vármegyei főjegyző, a MTA tagja, országgyűlési képviselő
- Botka Tivadar (1905–1993) festő, zeneszerző

## Birtokaik
- Botka-kastély, Bókaháza